# Peperomia induratifolia
Peperomia induratifolia är en pepparväxtart som beskrevs av William Trelease. Peperomia induratifolia ingår i släktet peperomior, och familjen pepparväxter. Inga underarter finns listade i Catalogue of Life.